# Ester naturel
Le terme ester naturel est utilisé pour désigner les esters (R-COO-R') obtenus à partir d'huiles végétales, telles que par exemple les huiles de soja, colza ou tournesol, ou d’autres sources renouvelables d’origine naturelle.

## Caractéristiques
Ces produits offrent l’avantage d’être une alternative biosourcée et la plupart du temps biodégradable aux produits à base de pétrole.
Il existe une grande variété d'esters naturels, et leurs propriétés et leurs utilisations varient en fonction de leur provenance et de leur composition chimique. 
Leur structure moléculaire entraine une résistance à l'oxydation plus faible que celle des huiles minérales d'origine pétrolière.  
Les esters naturels utilisés comme huiles isolantes pour transformateurs présentent un très haut point de feu, ce qui leur permet d'être classés comme fluides difficilement inflammables.  

## Utilisations
Certains esters végétaux sont utilisés comme huiles de base pour formuler des lubrifiants biodégradables, ou comme additifs dans les fluides lubrifiants et réfrigérants. Ils peuvent être associés avec des esters synthétiques. 
Les esters méthyliques d'huiles végétales (EMHV) sont un type de biodiesel obtenu à partir d'huiles végétales. 
Les esters végétaux utilisés comme fluides isolants pour transformateurs permettent de réduire les risques d'incendie. Ils sont également utilisés pour leur biodégradabilité et pour leur bilan environnemental bien meilleur que celui des huiles minérales.      

### Fluide isolant pour transformateurs
Les esters végétaux (aussi appelés communément huiles végétales isolantes) utilisés comme fluides isolants pour transformateurs sont définis par des normes internationales  CEI (Comité Electrotechnique International) et ASTM International (anciennement American Society for Testing and Materials). 
Ils se caractérisent par leur excellente propriété de résistance au feu (fluides de classe K),  mais aussi par leur biodégradabilité et leur bilan environnemental bien meilleur que celui des huiles minérales.
Ils ont également une meilleure affinité avec l'eau que les huiles minérales traditionnelles, ce qui leur permet d'assécher les papiers isolants, et par là même d'augmenter la durée de vie des transformateurs.
Enfin, ils supportent mieux les augmentations de température dues aux surcharges électriques que les huiles minérales, sans compromettre  la durée de vie du papier isolant.   

## Normes applicables
- CEI 62770 (Edition 1.0), Fluides pour applications électrotechniques - Esters naturels neufs pour transformateurs et matériels électriques analogues, version 2013
- ASTM D 6871, Standard Specification for Natural (Vegetable Oil) Ester Fluids Used in Electrical Apparatus ,version 2017